# Teloni
El teloni o teloneu era un impost que gravava el transport de mercaderies. S'esmenta en nombrosos documents de l'època carolíngia. A Catalunya durant la Baixa edat mitjana rebia molt sovint el nom de lleuda.
Correspon a les paraules Teloneum en anglès i Tonlieu en francès.